# Karieng (Peudada)
Karieng is een bestuurslaag in het regentschap Bireuen van de provincie Atjeh, Indonesië. Karieng telt 337 inwoners (volkstelling 2010).